# Fruktträdsspinnkvalster
Fruktträdsspinnkvalster (Panonychus ulmi) är en art av spinnkvalster som först beskrevs av Koch 1836. Arten är reproducerande i Sverige. Fruktträdsspinnkvalstern är en röd liten, 0,3 mm. lång spinnkvalster, som lever under bladen på fruktträd och suger i sig dess cellsaft. Om det finns mycket kvalster, torkar bladen och byter färg. De försämrade bladen blir först bruna, sen bronsbruna och faller till slut ner på marken. Fruktträdsspinnkvalster kan försena på öppnandet av knoppar och sänkä fruktskörden. Nätet är synbart med bar öga.